# Marcus Allbäck
Marcus Christian Allbäck (Göteborg, 1973. július 5. –) svéd válogatott labdarúgó (csatár), edző.